# Evansia merens
Evansia merens là một loài nhện thuộc chi đơn loài Evansia trong họ Linyphiidae. Chúng được Octavius Pickard-Cambridge miêu tả năm 1900.